# Bacurituba
Bacurituba é um município brasileiro do estado do Maranhão. A cidade é apelidada de "São Bento Velho", porque naquela área ficava a vila onde começou a se formar o município de São Bento, e até sua fundação, Bacurituba ainda era de fato, parte da zona rural de São Bento.
O litoral, distante pouco mais de 10 km da cidade, é formado por várias praias desertas.

## Geografia
O município de Bacurituba possui área de 413,651 quilômetros quadrados, o que o coloca na posição 182 dentre as 217 cidades do Maranhão.
Demografia
De acordo com o Censo Demográfico de 2022, a população do município de Bacurituba era de 12,7 habitantes por quilômetro quadrado. Comparando-se com outros municípios do Estado, ficava nas posições 210 e 152 de 217. Já a estimativa populacional para 2024 era de 5.374 pessoas.
Educação
Em 2010, a taxa de escolarização de 6 a 14 anos de idade do município de Bacurituba era de 98,8%. Comparando-se com outros municípios do Estado, ficava na posição 8 de 217. Já o Índice de Desenvolvimento da Educação Básica (IDEB) para os anos iniciais do ensino fundamental na rede pública era 6,9 e para os anos finais, 4,6.
| Taxa de escolarização de 6 a 14 anos de idade [2010]             | 98,8 %         |
| IDEB – Anos iniciais do ensino fundamental (Rede pública) [2023] | 6,9            |
| IDEB – Anos finais do ensino fundamental (Rede pública) [2023]   | 4,6            |
| Matrículas no ensino fundamental [2023]                          | 744 matrículas |
| Matrículas no ensino médio [2023]                                | 247 matrículas |
| Docentes no ensino fundamental [2023]                            | 61 docentes    |
| Docentes no ensino médio [2023]                                  | 13 docentes    |
| Número de estabelecimentos de ensino fundamental [2023]          | 13 escolas     |
| Número de estabelecimentos de ensino médio [2023]                | 1 escolas      |

Fonte: IBGE
Economia
Em 2021, o PIB per capita do município de Bacurituba era de R$ 6.952,32. Comparando-se com outros municípios do Estado, ficava na posição 187 de 217. Já o percentual de receitas externas em 2023 era de 96,92%, o que o colocava na posição 16 dentre as 217 cidades do Maranhão.
| Salário médio mensal dos trabalhadores formais [2022]                                             | 1,8 salários mínimos |
| Pessoal ocupado [2022]                                                                            | 446 pessoas          |
| População ocupada [2022]                                                                          | 8,49 %               |
| Percentual da população com rendimento nominal mensal per capita de até 1/2 salário mínimo [2010] | 57,4 %               |

Fonte: IBGE
Meio Ambiente
O bioma predominante no município de Bacurituba é o amazônico. Em 2010, a cidade apresentava 0,7% de domicílios com esgotamento sanitário adequado, além de 84,8% de domicílios urbanos em vias públicas com arborização e 0% de domicílios urbanos em vias públicas com urbanização adequada.

## Toponímia
Bacurituba é vocábulo indígena que significa "lugar onde há muitos bacuris". Do tupi bacuri: bacuri, bacurizeiro; e tyba: grande quantidade, abundância.
Sua população atual de acordo com estimativa de IBGE relativa a 2009 é de 5.687 habitantes.

## Porto do Baltazar
O Porto do Baltazar, a 6 km de Bacurituba é o porto que serve o município.
Já houve um projeto para trazer as viagens de ferry-boat para o Porto do Baltazar por ser mais próximo tanto de São Luís quanto da Baixada. Mas o plano não chegou a ser posto em prática.

## Tamanduaí
O "Tamanduaí" é um povoado de Bacurituba cercado por uma imensa floresta de carnaúba que se estende até Cajapió.

## Administração
- Prefeito: Letícia Líbia Barros Costa(2021/2024)[7]
- Vice-prefeito: Genivaldo de Jesus Luzo Fonseca
- Presidente da Câmara: ? (2021/2022)